# 스코티시 프리미어십
스코티시 프리미어십(Scottish Premiership)은 스코틀랜드의 최상위 축구 리그로 스코티시 프리미어리그가 스코티시 프로페셔널 풋볼 리그로 통합된 후 2013년 8월 2일에 출범하였다. 현재 리그 후원 계약에 따라 신치 프리미어십(Cinch Premiership)이라고 부르고 있다.

## 참가팀
다음 팀들이 스코틀랜드 프리미어십에 참가한다.
| 리그순위 | 팀                       | 위치     |
| -------- | ------------------------ | -------- |
| 1위      | 셀틱                     | 글래스고 |
| 2위      | 애버딘                   | 애버딘   |
| 3위      | 레인저스                 | 글래스고 |
| 4위      | 세인트 존스턴            | 퍼스     |
| 5위      | 하트 오브 미들로디언     | 에든버러 |
| 6위      | 파틱 시슬                | 글래스고 |
| 7위      | 킬마녹                   | 킬마녹   |
| 8위      | 던디                     | 던디     |
| 9위      | 로스 카운티              | 딩월     |
| 10위     | 마더웰                   | 마더웰   |
| 11위     | 인버네스 캘리도니언 시슬 | 인버네스 |
| 12위     | 해밀턴 아카데미컬 FC     | 해밀턴   |

## 같이 보기
- 축구 대회 목록
- 스코틀랜드 여자 프리미어리그